# We're All Alone
«We're All Alone» —en español: «Estamos solos»— es una canción escrita por Boz Scaggs, quien la presentó en su álbum de 1976 Silk Degrees. En 1977, «We're All Alone» entró en la lista de los diez mejores de Estados Unidos y el Reino Unido cuando fue versionada por Rita Coolidge.

## Primeras versiones
«We're All Alone» es una balada que cerraba Silk Degrees. Ganó atención rápido luego que el álbum fue lanzado en marzo de 1976. Frankie Valli hizo una versión que alcanzó el puesto 78 en agosto de 1976 y en 1977 Bruce Murray hizo un airplay en Canadá. Murray declaró en 1979 que Boz Scaggs le dijo que esa versión era su favorita.
The Walker Brothers - una de las influencias formativas de Scagg - tomaron «We're All Alone» para su álbum Lines. La pista fue lanzada como sencillo en octubre de 1976 en el Reino Unido, donde la versión de Frankie Valli fue lanzada como sencillo en julio. La versión de The Walker Brothers alcanzó el puesto 22 en Holanda en agosto de 1977, un mes antes que la versión de Rita Coolidge llegara a las listas holandesas. En marzo de 1977 la versión de the Three Degrees - grabada para el álbum Standing Up For Love - fue un sencillo del Reino Unido, lo que significa que el sencillo de Coolidge fue el cuarto en ese país en ser caracterizado como lado A. La versión de Scaggs fue lanzada como lado B de «Lido Shuffle» en Estados Unidos y el Reino Unido en abril de 1977. En marzo de ese año la cantante C&W LaCosta lanzó un sencillo de «We're All Alone» en ambos países, alcanzando la posición #75 en el Hot Country Songs de Estados Unidos, mientras que en Reino Unido la pista fue lado B de un remake de «I Second That Emotion».
En una entrevista de 1976 con la revista Creem, Scaggs declaró que Michael Jackson había hecho cortes de la canción pero esa versión nunca fue lanzada.

## Versión de Rita Coolidge
La versión de Rita Coolidge de «We're All Alone» fue lanzada en el álbum Anytime...Anywhere de marzo de 1977. Coolidge diría:

Cuando estaba con A&M Records, era como una familia. Podía visitar a Herb Alpert y Jerry Moss, y era un grupo muy abierto, muy comunicativo. Un día estaba en la oficina de Jerry Moss y dijo que el álbum de Boz Scaggs Silk Degrees estaba en millones de hogares y que había en él una canción que era perfecta para que la cantara una mujer. Dijo, «Se llama "We're All Alone" y él no la está lanzando como sencillo. Creo que debes grabarla.»

Aunque el primer sencillo lanzado en Estados Unidos de Anytime...Anywhere fue «(Your Love Has Lifted Me) Higher and Higher», «We're All Alone» fue el primero extraído del álbum en Reino Unido donde alcanzó el número 6 en agosto de 1977 cuando el sencillo en Estados Unidos alcanzó el Top 10. Ese mismo mes, «We're All Alone» llegó al puesto 6 en Irlanda. En setiembre la versión de Coolidge entró en las listas holandesas donde alcanzó el puesto 15, mientras que la versión de Walker Brothers alcanzaba simultáneamente el puesto 22. 
Cuando el sencillo fue lanzado en Estados Unidos, ascendió al puesto 7 en setiembre. La pista también fue muy difundida en el mercado C&W hasta alcanzar el número 68 en la lista Hot Country Songs.
«We're All Alone» fue el primer éxito de los dos de Coolidge en ser número uno en el Adult Contemporary —el segundo fue «All Time High»— y luego «(Your Love Has Lifted Me) Higher and Higher» fue su segundo sencillo en ser certificado disco de oro por RIAA por vender 1 000 000 de copias en Estados Unidos. En diciembre de 1977, «We're All Alone» ingresó a las listas de Australia, alcanzando el puesto 32 y permaneciendo 16 semanas. La pista alcanzó el Top 40 en Nueva Zelandia en febrero de 1978, en el puesto 37.
Coolidge volvió a grabar la canción para su lanzamiento jazz de 2005 And So Is Love. Elysa Gardner de USA Today opinó que Coolidge «aporta una nueva nostalgia y conocimiento a su propio éxito de antaño ... demostrando que los buenos cantantes de interpretación, como el buen vino, mejoran con la edad.»

## Otras versiones
Otras versiones de «We're All Alone» fueron grabadas por Maj Britt —«Alene Her»—, Cecilio & Kapono, Petula Clark —«On est tout seul»—, Anne Cochran, Linda Eder, Monica Forsberg, Engelbert Humperdinck, Arja Koriseva —«Me Kaksi Vain»—, Kisu —«Niin yksin oon»—, Liesbeth List —«Vertrouwd Gevoel»—, Johnny Mathis, Reba McEntire con Jose e Durval —«Solo yo, sola tu»—, Natalia, Mary O'Hara, Natalia Oreiro y Manolo Otero  —«Estamos Todos Solos»—, Päivi —«Kun Luonain Oot»—, Patty Pravo —«Da Soli Noi»—, Kurt Ravn, Doreen Shaffer, Yulia y Pieces of a Dream, Paloma San Basilio -Impaciencia- Gilberto Santa Rosa
El lanzamiento de 1997 California Dreamin', un proyecto con versiones a cappella de clásicos del soft rock acreditado a West Coast All Styrs, interpretó «We're All Alone» con la voz líder de Bill Champlin: los otros miembros de West Coast All Stars fueron Jason Scheff, Bobby Kimball y Joseph Williams.
En 2005 la cantante Angela Aki hizo una versión bilingüe con letras en japonés pero manteniendo un verso en el inglés original. 